# Norbert Cyffer
Norbert Cyffer (* 16. Mai 1943 in Dortmund; † 12. März 2025) war ein deutsch-österreichischer Linguist afrikanischer Sprachen und Professor für Afrikawissenschaften der Universität Wien. Er war Autor und (Mit-)Herausgeber zahlreicher Publikationen aus dem Bereich der Analyse und Dokumentation afrikanischer, vor allem saharanischer Sprachen. Neben allgemeinen Fragestellungen der Morphologie und Syntax standen die Bereiche von Sprachkontakt und Soziolinguistik im Vordergrund seiner wissenschaftlichen Forschungen. Später kamen Untersuchungen zur Sprachtypologie hinzu. Darüber hinaus bildete die angewandte Sprachwissenschaft einen wichtigen Schwerpunkt.

## Leben
Cyffer studierte von 1965 bis 1973 an der Universität Hamburg. Seine Studienfächer waren Afrikanistik (bei Johannes Lukas), Allgemeine Sprachwissenschaft und Ethnologie. Er führte zwei Feldforschungen von insgesamt zwei Jahren in Nordost-Nigeria zur Aufnahme der Daten für die Dissertation durch. 1974 promovierte er mit dem Dissertationsthema „Syntax des Kanuri“. Von 1974 bis 1981 lehrte und forschte er in Nigeria an der Ahmadu Bello University in Zaria (Bundesstaat Kaduna) und der University of Maiduguri (Borno).
Nach Beendigung seiner Tätigkeit in Nigeria wurde er 1982 auf die Professur für Afrikanische Philologie am Institut für Ethnologie und Afrikastudien der Universität Mainz berufen. 1994 wurde er an die Universität Wien zum ordentlichen Professor berufen. Dort wurde er 2011 emeritiert. Die engen Kontakte zu nigerianischen Sprachwissenschaftlern blieben erhalten, z. B. durch gegenseitige Besuche als Gastprofessoren. Seit 2012 war Cyffer Präsident der Österreichisch-Nigerianischen Freundschaftsgesellschaft.

## Lehre und Forschung
Nach seiner Promotion (1974) nahm Cyffer ein Angebot der Ahmadu Bello University an, am Centre for the Study of Nigerian Languages eine Forschungsstelle für die Kanuri-Sprache einzunehmen. Kurze Zeit später formulierte die nigerianische Regierung eine neue Sprachpolitik, wodurch die Verwendung nigerianischer Sprachen im Schulunterricht ermöglicht werden sollte. Nach einem Wechsel (1977) an die neu gegründete University of Maiduguri wurde auch die Kanuri-Sprache in den Lehrplan einbezogen. Es war daher naheliegend, dass Fragen der angewandten Linguistik vorrangig waren. Sprachplanerische Aktivitäten standen im Vordergrund (Orthographie, Wörterbuch, Terminologien für die Unterrichtsfächer, Lehrbücher, Lehrerausbildung).
Nach seiner Rückkehr nach Deutschland war Cyffer bis 1994 als Professor an der Universität Mainz tätig. Mit Unterstützung des Deutschen Akademischen Austauschdienstes und der Deutschen Forschungsgemeinschaft konnte die wissenschaftliche Zusammenarbeit mit der University of Maiduguri fortgesetzt und ausgebaut werden. 1994 erhielt er einen Ruf an die Universität Wien. Bis zu seiner Emeritierung 2012 unterrichtete er afrikanistische Sprachwissenschaft und setzte die Kooperation mit der University of Maiduguri fort, unterstützt durch den Fonds zur Förderung der wissenschaftlichen Forschung (FWF). Forschungen zu Sprachkontakt und Sprachtypologie kamen zu den wissenschaftlichen Schwerpunkten hinzu.
Gastprofessuren: Cyffer war in den vergangenen Jahrzehnten als Gastprofessor an den Universitäten Nizza (Frankreich), Prag (Tschechien) und Maiduguri (Nigeria) tätig.

## Ehrungen und Auszeichnungen
Norbert Cyffer wurde 2004 vom traditionellen Führer des Emirats Borno, dem Shehu von Borno, der traditionelle Titel Shettima verliehen. 2013 erhielt er den „Educational Cooperation Award“ der Federal Republic of Nigeria.

## Publikationen
- Cyffer, Norbert & John P. Hutchison. 1979. The Standard Kanuri Orthography. Lagos: Thomas Nelson.
- Cyffer, Norbert. 1989. Sprachwandel und idiolektale Variation im Kanuri. Günter Holtus and Edgar Radtke (eds.), Sprachlicher Substandard II. Tübingen: Max Niemeyer. 114–130.
- Cyffer, Norbert & John P. Hutchison. 1990. Dictionary of the Kanuri Language. dorDrecht: Foris Publications.
- Cyffer, Norbert. 1991. From basic linguistic research to the implementation of a mother-tongue in the Nigerian educational system: The Kanuri example. Norbert Cyffer et al., Language Standardization in Africa. Hamburg: Helmut Buske. 135–144.
- Cyffer, Norbert. 1991. We learn Kanuri. Köln: Rüdiger Köppe.
- Cyffer, Norbert. 1994. English–Kanuri Dictionary. Köln: Rüdiger Köppe.
- Cyffer, Norbert. 1996. Die saharanischen Sprachen: Innere und äußere Beziehungen. Axel Fleisch and Dirk Otten (eds.), Sprachkulturelle und historische Forschungen in Afrika. Köln: Rüdiger Köppe. 103 – 118.
- Cyffer, Norbert & Thomas Geider (eds.). 1997. Advances in Kanuri Scholarship. Köln: Rüdiger Köppe.
- Cyffer, Norbert. 1998. A Sketch of Kanuri. Köln: Rüdiger Köppe.
- Cyffer, Norbert. 2009. Negation patterns in Kanuri. Norbert Cyffer, Erwin Ebermann and Georg Ziegelmeyer (eds.), Negation Patterns in West African Languages and Beyond. Amsterdam: John Benjamins. 71–92.
- Cyffer, Norbert. 2010. GA, RO and CO. Strategies of complementation and subordination in Kanuri. Georg Ziegelmeyer and Norbert Cyffer (eds.), Aspects of Co- and Subordination. Case Studies from African, Slavonic and Turkic Languages. Köln: Rüdiger Köppe. 189–211.
- Cyffer, Norbert. 2011. Gibt es primitive Sprachen – oder ist Deutsch auch primitiv? Thomas Stolz et al. (eds.), Kolonialzeitliche Sprachforschung. Die Beschreibung afrikanischer und ozeanischer Sprachen zur Zeit deutscher Kolonialherrschaft. Berlin: Akademie Verlag. 55–74.
- Cyffer, Norbert. 2017. Plurality and pluractionality in Kanuri. STUF – Sprachtypologie und Universalienforschung. 70.1: 93–116.
- Cyffer, Norbert. 2020. Saharan. Rainer Vossen & Gerrit J. Dimmendaal (eds.), The Oxford Handbook of African Languages. Oxford: Oxford University Press. 383–391.

Weitere Publikationen finden sich auf Cyffers ResearchGate-Seite.